# Estes Kefauver
Carey Estes Kefauver (Madisonville, 26 luglio 1903 – Bethesda, 10 agosto 1963) è stato un politico statunitense, senatore del Partito Democratico per lo stato del Tennessee dal 1949 fino alla morte.

## Biografia
Nato a Madisonville, nel Tennessee, Kefauver si avvicinò alla politica in gioventù, mentre suo padre era sindaco della città. Si laureò in lettere all'Università del Tennessee e insegnò matematica in una scuola superiore di Hot Springs, Arkansas, per un anno, prima di andare all'Università Yale, dove si laureò con lode nel 1927. Esercitò la professione legale a Chattanooga.
Spinto dal suo ruolo di avvocato, si dette alla politica locale e tentò di farsi eleggere al Senato del Tennessee nel 1938, venendo sconfitto. Nel 1939, per due mesi, fu commissario per le finanze e la tassazione sotto il governatore neoeletto Prentice Cooper. Nello stesso anno, subentrò al defunto Sam D. McReynolds alla Camera dei rappresentanti, per il 3º distretto del Tennessee.
Nel 1948 si candidò al Senato degli Stati Uniti per il suo stato di provenienza e venne eletto. Il 10 maggio 1950 il Senato decise di metterlo a capo dello Special Committee to Investigate Crime in Interstate Commerce, una provvisoria commissione d'inchiesta speciale incaricata di redigere un rapporto sulle attività delle bande criminali negli Stati Uniti. Le audizioni del Comitato Kefauver ottennero una grande eco nazionale poiché furono trasmesse in diretta televisiva. Nella sua relazione finale, Kefauver usò per la prima volta il termine mafia per rifersi a tali organizzazioni criminali che, nonostante le indagini, rimasero ancora sconosciute per via della loro natura segreta e omertosa: «Dietro le bande locali che formano l'insieme del sindacato nazionale della delinquenza c'è una misteriosa organizzazione criminale nota sotto il nome di Mafia».
Nel 1952 si candidò per la presidenza alle primarie democratiche in vista delle elezioni presidenziali. Vinse 12 primarie su 15 previste ed era già considerato il favorito della gara, dopo aver sconfitto il presidente uscente Harry Truman alla prima tornata in New Hampshire, costringendolo di fatto a ritirarsi dalla competizione e a rinunciare ad un secondo mandato. Alla convention del partito, tuttavia, Kefauver ottenne soltanto poche centinaia di voti e la candidatura andò infine al governatore dell'Illinois Adlai Stevenson.
Si ricandidò nuovamente a presidente alle elezioni del 1956, quando, alle primarie democratiche, si piazzò al secondo posto dietro a Stevenson, che alla fine decise di nominarlo come suo candidato vicepresidente. Alle elezioni generali del 6 novembre il duo Stevenson/Kefauver uscì nettamente sconfitto da quello uscente Eisenhower/Nixon.
Dopo la doppia esperienza alle presidenziali, mantenne la carica di senatore fino alla sua morte, avvenuta il 10 agosto 1963 all'età di 60 anni a causa di un arresto cardiaco conseguente alla rottura di un'aorta.

## Opere
- Il gangsterismo in America (Crime in America), traduzione di Carlo Fruttero, Collana Saggi n.162, Torino, Einaudi, 1953.